# Leuraptera zealandica
Leuraptera zealandica är en insektsart som beskrevs av Robert L. Usinger och Ryuichi Matsuda 1959. Leuraptera zealandica ingår i släktet Leuraptera och familjen barkskinnbaggar. Inga underarter finns listade i Catalogue of Life.